# Умм Салама бінт Абу Умая

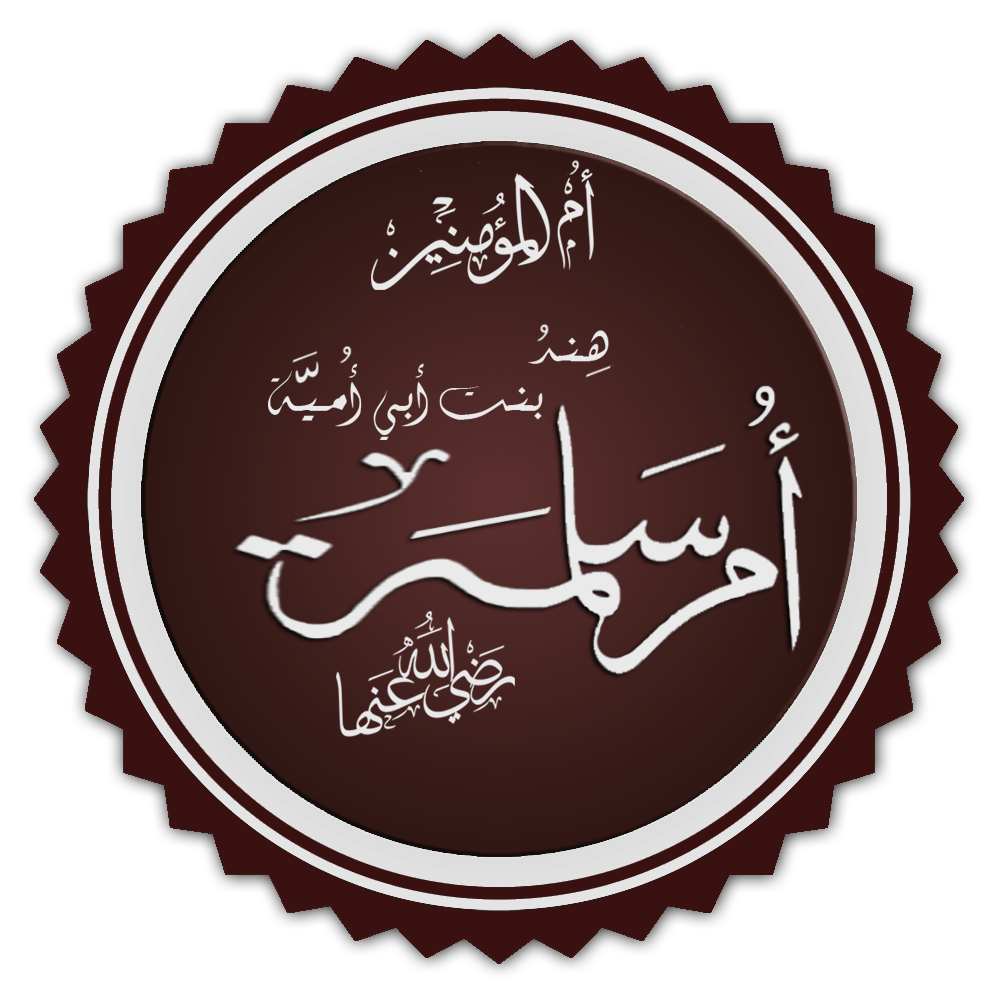

Умм Салама бінт Абу Умая (†679), (араб. هند بنت أبي أمية) — одна з дружин пророка Мухаммеда, мати правовірних. Її справжнім ім’ям було Хінд

Умм Салама була донькою Абу Умайя Сухайля ібн Мугіри та дружиною Абу Салама Абдулли ібн Абд аль-Асада. Вона разом з чоловіком прийняла іслам та переїхала до Ефіопії, рятуючись від переслідувань мусульман у Мецці. Після повернення до Мекки вони знову здійснили переселення (хіджру) до Медини. У битві при Ухуді її чоловік отримав смертельне поранення й помер. Після цього з Умм Саламою одружився Мухаммед. Одною з причин, що спонукала його до укладання цього шлюбу, була належність Умм Салами до мекканського клану махзумітів, до якого належали такі впливові курайшити, як Абу Джахль та Халід ібн Валід. Після цього шлюбу Халід вже не займав щодо мусульман абсолютно непримиренної позиції, — у арабів конфлікти з родичами за жіночою лінією вважалися ознакою непорядності.
За мусульманським переданням Умм Салама була побожною та благочестивою жінкою. Вона померла в Медині у віці 84 років